# Santo-Pietro-di-Venaco
Santo-Pietro-di-Venaco (en cors Santu Petru di Venacu, en llengua grega Σαντο Πέτρος Βενακο) és un municipi francès, situat a la regió de Còrsega, al departament d'Alta Còrsega. L'any 1999 tenia 198 habitants.

## Demografia
| 1962 | 1968 | 1975 | 1982 | 1990 | 1999 |
| ---- | ---- | ---- | ---- | ---- | ---- |
| 103  | 165  | 126  | 168  | 166  | 198  |

## Administració
| Període   | Identitat      | Partit | Qualitat |  |
| --------- | -------------- | ------ | -------- |  |
| 2001-2008 | Joseph Césari  |        |          |  |
| 2008-     | Augustin Viola |        |          |  |